# Araneus crinitus
Araneus crinitus là một loài nhện trong họ Araneidae.
Loài này thuộc chi Araneus. Araneus crinitus được William Joseph Rainbow miêu tả năm 1893.